# Hanns Hoffmann-Lederer
Hanns Hoffmann-Lederer (* 3. Februar 1899 in Jena; † 17. April 1970 in Esseratsweiler) war ein deutscher Bildhauer, Grafiker, Designer und Kunsthochschullehrer. Er war ab 1926 mit der Gestalterin, Schriftstellerin und Dozentin Mila Hoffmann-Lederer verheiratet.

## Leben und Wirken
Nach dem Besuch der Oberschule in Jena absolvierte er eine Steinmetzlehre. Von 1919 bis 1924 war er Bauhausschüler in Weimar, seine Lehrer waren u. a. Walther Klemm, Walter Gropius und Oskar Schlemmer. Anne Hoormann sieht Indizien dafür, dass er die Impulse für seine künstlerische Arbeit und Pädagogik von Itten, Kandinsky und Klee bezog.
Von 1926 bis 1929 wurde er leitender künstlerischer Mitarbeiter der Stadt Magdeburg. Dort gestaltete er gemeinsam mit seiner Frau, der Bauhäuslerin Mila Hoffmann-Lederer, u. a. das Magdeburger Stadtwappen neu und war in dieser Zeit verantwortlich für die Gestaltung und Überwachung der plastischen, malerischen, grafischen und werbegrafischen Aufgaben sowie der städtischen Ausstellungen. Anschließend war er bis 1942 freier künstlerischer Mitarbeiter am Messe- und Ausstellungsamt Berlin. Danach siedelte er nach Posen um, da seine Frau dort einen Lehrauftrag in Gobelin- und Teppichweberei erhielt. Er wurde Lehrer an der Meisterschule für das gestaltende Handwerk.
Nach dem Krieg war er bis 1950 Dozent und außerordentlicher Professor an der Staatlichen Hochschule für Baukunst und Bildende Künste in Weimar, die er nach dem Vorbild des Bauhauses einrichtete. Klaus-Jürgen Winkler vermerkte dazu 1992:

„Die bedeuten[d]sten Elemente unmittelbarer Bauhausrezeption waren die Vorlehren Hoffmann-Lederers und Kelers, die beide in den wichtigsten Teilen an Ideen Ittens anschlossen. Hoffmann-Lederer vermittelt über vier Semester einen grundlegenden Form- und Gestaltungsunterricht als Basis für die spätere künstlerische Fachausbildung von Grafikern, Malern und Bildhauern.“

Winkler zitiert Hoffmann-Lederer selbst mit: „Beobachtung und Darstellung, Erforschung der abstrakten Grundgesetze in der Kunst, ebenso wie Deutung des Gegenständlichen, sind die grundlegenden Mittel…“ (1946). Als Lehrer unterrichtete er u. a. Gerhard Altenbourg, Gerhard Bondzin, Günther Brendel, Fritz Eisel oder Gottfried Schüler.
Schließlich gab er seine Tätigkeit dort auf, übersiedelte nach Westdeutschland und wurde Professor für das Fach Vorlehre an der Werkkunstschule in Darmstadt. Während dieser Zeit entwarf er u. a. zwischen 1953 und 1955 einige asymmetrische Vasenformen für die Porzellanmanufaktur Rosenthal, bei der auch seine Frau, Mila Hoffmann-Lederer künstlerische Mitarbeiterin war. Außerdem gestaltete er seit 1950 eine ganze Reihe von aus Plexiglasplatten gebogenen Wand- und Tischleuchten, die zunächst von der Firma Heinz Hecht in Darmstadt, später von der Firma Endemann in Friedrichshafen produziert worden sind.
Nach seiner Pensionierung im Jahre 1963 zog er mit seiner Frau nach Esseratsweiler und wohnte bis zu seinem Tode 1970 im Haus Akron, das nach seinem Konzept von Raumformen entworfen und 1960 erbaut worden war. Nach seinem Tod veröffentlichte Mila Hoffmann-Lederer den Bildband Zauber der Gesetzmässigkeit.
Sein Name kommt auch in den Schreibungen Hanns Hoffmannlederer und Hans Hoffmann-Lederer vor. Sein Nachlass ist erhalten, jedoch noch nicht kunsthistorisch aufgearbeitet.

## Werke (Auswahl)
- Zwei Wandleuchten (um 1950)
- Tischleuchte (um 1950)

## Veröffentlichungen
- Mila Hoffmannlederer, Helmut Emde (Hrsg.): Zauber der Gesetzmässigkeit. Raumformen von Hoffmannlederer. Roether, Darmstadt [1974].